# První liga (film)
První liga (v originále Major League) je americká sportovní komedie z roku 1989, kterou produkovali Chris Chesser a Irby Smith, scénář napsal a film režíroval David S. Ward. Ve filmu hrají Tom Berenger, Charlie Sheen, Wesley Snipes, James Gammon, Bob Uecker, Rene Russo, Margaret Whitton, Dennis Haysbert a Corbin Bernsen.
Film vypráví příběh fiktivního týmu Cleveland Indians z baseballové první ligy. S rozpočtem 11 milionů dolarů film vydělal celosvětově 75 milionů dolarů a získal dvě pokračování (První liga 2 a První liga 3: Zpátky do druhé ligy), ale žádný z nich nedosáhlo úspěchu původního filmu.

## Děj
Rachel Phelpsová, bývalá tanečnice z Las Vegas, zdědí po svém manželovi upadající baseballový tým Cleveland Indians. Kvůli slabým výsledkům ho plánuje přestěhovat do Miami a chce k tomu využít klauzule ve smlouvě s městem Cleveland: pokud návštěvnost v sezóně klesne pod určitou hranici, může smlouvu vypovědět a tým přestěhovat. Phelpsová proto plánuje proto vytvořit nejhorší tým v první lize a nařídí vedení týmu, aby propustili současné hráče a nahradili je nezkušenými nováčky a vyhaslými veterány. Začne tím, že najme Lou Browna, manažera druhořadého týmu Toledo Mud Hens, který mimo sezónu provozuje obchod s pneumatikami.
Jarní příprava Cleveland Indians začíná v Tucsonu v Arizoně a na popud Phelpsové do týmu přibudou: Jake Taylor, bývalý špičkový chytač, kterého trápí kolena; třetí metař Roger Dorn, baseballová prima donna, kterému jde více o své finanční portfolio než na baseball; stárnoucí nadhazovač Eddie Harris, který je zvyklý fixlovat hru; polař Pedro Cerrano, který praktikuje voodoo a má problémy strefit míč; rychlý polař Willie Mays Hayes, který dokáže zabrat metu, ale je mizerný pálkař; a nováček nadhazovač Ricky Vaughn, což je bývalý vězeň, který sice dokáže míč hodit rychlostí až 160 km/h, ale je totálně bez kontroly za což má přezdívku "Wild Thing".
Ze začátku mají hráči problémy hrát jako tým; mezi Dornem a Vaughnem se dokonce vyvine rivalita, ale pod vedením Browna a Taylora začnou vyhrávat některé zápasy. Tým také zjistí, že Vaughn má špatný zrak: to vysvětlí jeho nezvladatelnost. Jakmile dostane brýle, rychle se stává dobrým nadhazovačem. Morálka týmu a jeho výkony se zlepšují, což ale vadí Phelpsové, takže týmu zruší několik výhod - například nahradí soukromé letadlo rozpadlým autobusem. Tým ale pokračují ve zdokonalování. Mezitím Taylor naváže kontakt se svou bývalou přítelkyní Lynn a snaží se obnovit jejich vztah; navzdory tomu, že ona už má nového partnera a je s ním zasnoubená.
Po třech čtvrtinách sezóny je tým na výsledku 60–61, čímž překonává očekávání fanoušků a ti začínají plnit tribuny. V tomto okamžiku Charlie Donovan, generální manažer týmu, odhalí plán na likvidaci týmu manažeru Brownovi, který jej pak sdělí celému týmu. Aby Phelpsin plán zmařili, rozhodne Taylor, že jediná věc, která jim zbývá, je "vyhrát celou tu zatracenou věc."
Indians šplhají v tabulce, dokud nejsou v poslední den sezóny vyrovnáni s New York Yankees na prvním místě ve východní divizi American League, což znamená jednozápasové playoff k určení vítěze divize a postupu do finále celoamerické ligy. Při sledování oslav týmu však Suzanne, Dornova manželka, zahlédne Dorna v objetí s jinou ženou. Považuje to za nevěru a na oplátku se vyspí s Vaughnem (který netuší, s kým spal). Druhý den, těsně před odchodem na stadion, o tom informuje Dorna, aby ho co nejvíc vykolejila.
Indians dokážou držet krok s Yankees a Cerrano zvládne home run. Zápas vstupuje do deváté směny za nerozhodného stavu 2:2, ale unavený Harris dovolí Yankees zaplnit dvě mety se dvěma auty; následně nastupuje hvězdný pálkař Clu Heywood. Brown povolá Vaughna, aby proti němu nastoupil a to navzdory všem problémům, které s ním po celý rok měl; Vaughn, po troše povzbuzení od Dorna, vyautuje Heywooda třemi rychlými míči.
S dvěma auty v deváté směně Hayes odpálí míč do pole; Yankees na to nasadí svého hlavního nadhazovače, Duke Simpsona, aby nadhazoval Taylorovi. Poté, co Hayes získá druhou metu, má Taylor nápad: začne ukazovat na levé pole a tím se snaží znervóznit Dukea; Duke ale reaguje tím, že trefí Taylora do hlavy.
Taylor znovu ukáže že bude pálit do levého pole. Hayes znovu vyběhne a v poslední možné chvíli Taylor všechny překvapí tím, že míč místo odpalu jen srazí k zemi. Heywood spatří Hayese, který sprintuje na home run; snaží se hodit míč na domácí metu, ale Hayes sklouzne kolem značky a skóruje. Indians vyhrávají zápas 3–2 a postupují do play-off.
V následné oslavě Dorn udeří Vaughna za to, že spal s jeho ženou, ale zvedne ho a slaví dál. Jake spatří Lynn na tribuně; ta zvedne ruku, aby ukázala, že její zasnoubení bylo zrušeno a jejich vztah je obnoven.

## Obsazení
- Tom Berenger jako Jake Taylor, veteránský chytač s problémovými koleny.
- Charlie Sheen jako Ricky Vaughn, arogantní mladý nadhazovač, který byl najat přímo z vězení.
- Corbin Bernsen jako třetí metař Roger Dorn. Dorn se blíží k důchodu a bojí se zranění, protože věří, že má budoucnost v herectví, a tak zpočátku hraje s minimálním nasazením (navzdory tomu, že se považuje za hvězdného hráče).
- Margaret Whitton jako Rachel Phelps, bývalá tanečnice, která zdědí tým po svém miliardářském manželovi těsně před začátkem filmu. Nesnáší Cleveland a plánuje přestěhovat tým do Miami.
- James Gammon jako Lou Brown, manažer. Brown vedl Toledo Mud Hens třicet let, než převzal Indians.
- Rene Russo jako Lynn Wells, bývalá přítelkyně Jakea Taylora, bývalá olympijská sportovkyně, která se stala knihovnicí. Rozešli se, když odjel hrát do Mexika.
- Wesley Snipes jako střední polní hráč Willie Mays Hayes. Přijde na jarní přípravu bez pozvání, ale díky své působivé rychlosti si vydobude místo v týmu, přestože je hrozný pálkař.
- Charles Cyphers jako Charlie Donovan, generální manažer. Rachel Phelps mu nařídí provést její plán na sabotáž sezóny, navzdory jeho námitkám; nakonec odhalí její plán týmu.
- Chelcie Ross jako Eddie Harris, veteránský nadhazovač, který fixluje hru, aby kompenzoval svůj klesající výkon.
- Dennis Haysbert jako Pedro Cerrano, polař. Utekl z Kuby, aby mohl svobodně praktikovat své náboženství voodoo.
- Andy Romano jako trenér první mety Pepper Leach.
- Bob Uecker jako Harry Doyle, sarkastický sportovní komentátor rádia pro Indians.